# Oxyepoecus
Oxyepoecus é um género de insecto da família Formicidae.
Este género contém as seguintes espécies:
- Oxyepoecus bruchi
- Oxyepoecus daguerrei
- Oxyepoecus inquilina